# Tennistoernooi van Peking 2007
|                                       |  |                                          |
| Ágnes Szávay, winnares bij de vrouwen |  | Fernando González, winnaar bij de mannen |

Het tennistoernooi van Peking van 2007 werd van 10 tot en met 23 september 2007 gespeeld op de hardcourtbanen van het Beijing Tennis Center in de Chinese hoofdstad Peking. De officiële naam van het toernooi was China Open.
Het toernooi bestond uit twee delen:
- ATP-toernooi van Peking 2007, het toernooi voor de mannen (10–16 september)
- WTA-toernooi van Peking 2007, het toernooi voor de vrouwen (17–23 september)

ATP-toernooi van Peking‎ – WTA-toernooi van Peking/Shanghai

2000 · 2001–2003 · 2004 · 2005 · 2006 · 2007 · 2008 · 2009 · 2010 · 2011 · 2012 · 2013 · 2014 · 2015 · 2016 · 2017 · 2018 · 2019 · 2020–2022 · 2023 · 2024